# Thủy quân Nhân dân Lào
Thủy quân Nhân dân Lào là lực lượng thủy quân của Lào. Vào năm 1975, lực lượng thủy quân Lào được thành lập dựa trên những gì còn sót lại của Thủy quân Hoàng gia Lào. Thủy quân Nhân dân Lào có nhiệm vụ kiểm soát các tàu bè trên sông Mekong, vì nước này không có biển. Do sông Mekong hình thành nên một phần đáng kể biên giới quốc gia của Lào, Thủy quân Nhân dân Lào liên quan mật thiết đến việc kiểm soát biên giới. Lực lượng này vào giữa những năm 1990 đã có số quân khoảng 500 người và khoảng 50 tàu tuần tra sông. Hầu hết sĩ quan của Thủy quân Nhân dân Lào được đào tạo ở Học viện Hải quân Việt Nam.

## Hạm đội
| Loại tàu            | Quốc gia sản xuất | Số lượng |
| ------------------- | ----------------- | -------- |
| Tàu tuần tra ven bờ | Việt Nam          | 12       |
| Tàu đổ bộ           | Việt Nam          | 4        |
| Tàu tuần tra        | Trung Quốc        | 20-30    |
| Tàu tuần tra        | Liên Xô           | ?        |